# Erica Hahn
Erica Hahn è stato un personaggio della serie televisiva Grey's Anatomy, interpretato dall'attrice Brooke Smith. Il suo personaggio entra nel cast fisso nella quarta stagione, apparendo tuttavia già nella seconda. Uscirà dai "regular" agli inizi della quinta stagione.

## Descrizione
Erica Hahn è un personaggio sorprendente, ottimo cardio-chirurgo che non perde mai le staffe; molto simile alla dottoressa Yang, che, però, non le sta affatto simpatica. Non si conosce molto della sua vita privata ma nella quinta stagione ha una storia con la dottoressa Callie Torres: tutte e due sono molto spaventate dalla relazione che mette per un attimo in crisi il rapporto, che però poi si riprende. In passato è stata una collega di Burke.

## Storia del personaggio

### Seconda, terza, quarta e quinta stagione
Appare nella seconda stagione come Cardiochirurgo del Seattle Presbyterian hospital, in competizione con Preston Burke, del quale si scopre essere stata compagna di corso al college e sua rivale in passato, per avere un cuore dal centro trapianti, il cuore che finirà a Denny Duquette. Nella terza stagione appare in pochi episodi, quando al Seattle Grace urge un Cardiochirurgo data la mano ferita di Burke. Opererà anche il padre di George O'Malley, (su richiesta stessa del ragazzo), che però poi morirà.
Nella quarta stagione viene assunta dal primario Webber come sostituto di Burke, scappato dopo il mancato matrimonio con la Yang. Con la specializzanda manifesta una spiccata ostilità durante tutta la sua permanenza in ospedale. In privato, ammetterà ad Addison di essere così dura anche perché Cristina le ricorda sé stessa quando era lei una specializzanda, ma comunque questo non cambia il trattamento che le riserva, fino a che, al termine della stagione, non avviene il momento catartico: non potendo Erica raggiungere immediatamente un paziente, Cristina interviene operandolo; giunta a metà intervento, Erica comincia subito a criticare le decisioni della specializzanda, che però dimostra di averle compiute volontariamente perché obbligata dalla complicatezza del caso; rifiutando di ascoltare allora, Erica intima a Cristina di lasciarle il posto ma questa rifiuta fino ad urlarle di stare zitta e lasciarla fare. Erica ovviamente è scandalizzata, ma Richard, lì presente, sostiene Cristina e la lascia continuare. Poi, ad operazione finita con successo, l'uomo ricorda ad Erica come ciò che è appena successo sia estremamente grave, poiché la specializzanda ha dimostrato doti e conoscenze straordinarie senza che Erica le insegnasse nulla, come invece avrebbe dovuto, suggerendole quindi da lì in avanti di cambiare atteggiamento, pena il licenziamento.
Verrà corteggiata sin dall'inizio da Mark Sloan, che lei rifiuterà, ma inizia una relazione con la dott.ssa Calliope Torres, appena divorziata da George. La Hahn la bacia in ascensore, Callie sembra spaventata ma poi, incoraggiata da Mark comincia a intraprendere questa avventura con piacere. Nella quinta stagione nella prima parte sembra confermarsi tra loro un buon rapporto, ma una notte le due litigano riguardo al caso Duquette, in cui sorprendentemente Callie difende la Stevens, e lei lascerà Seattle per sempre, nell'episodio 7.